# علم البسطاء
علم البسطاء او علم الأغبياء (بالإنجليزية: Science of Stupid) هو مسلسل تلفزيوني كوميدي على قناة ناشيونال جيوغرافيك. استضاف ريتشارد هاموند نسخة المملكة المتحدة من العرض في البداية ، واستبدل لاحقًا دالاس كامبل.  يتم إنتاج النسخ المحلية في مناطق أخرى مع مضيفين مثل سيث هيرزوغ في الولايات المتحدة ،  مانيش بول في الهند ،  رامون باوتيستا في الفلبين  ويمكي ويرينجا في هولندا. يتم بث النسخ أيضًا في أمريكا اللاتينية (واحد في الأرجنتين وأخرى في المكسيك ، بنفس العنوان) والبرازيل وألمانيا. الحلقة الأولى بثت في 21 يوليو 2014. بدأ الموسم الثاني من العرض في 2 مارس 2015.

## تلخيص
في كل حلقة ، مقاطع الفيديو سريعة الانتشار حيث يقوم الأشخاص عادةً بأنشطة خطيرة أو سخيفة وينتهي الأمر بإلحاق الأذى الجسدي غير المقصود بالنفس يتم تحليله بطريقة كوميدية وفقًا لمبادئهم العلمية الأساسية. يأخذ المسلسل هذه المقاطع كحكايات تحذيرية وأمثلة واقعية لأفعال التي لا ينبغي للجمهور تكرارها.
تستخدم الإصدارات المترجمة من السلسلة نفس مقاطع الفيديو منتشرات السريعة ، ولكن يختلف المضيفون واللغة والمراجع والنكات حسب البلد.

## الحلقات
تم بث ما مجموعه 29 حلقة على مدار موسمين في المملكة المتحدة.  تم بث ما مجموعه 86 حلقة في الفلبين على مدار أربعة مواسم ، كتب كل منها المضيف رامون باوتيستا والمتعاونين المتكررين روهيت ثاراني ورا ريفيرا.

### نظرة عامة على السلسلة
| المواسم | المواسم | الحلقات | بثت أصلا      | بثت أصلا     |
| المواسم | المواسم | الحلقات | بثت لأول مرة  | بثت آخر مرة  |
| ------- | ------- | ------- | ------------- | ------------ |
|         | 1       | 14      | 21 يوليو 2014 | 7 أغسطس 2014 |
|         | 2       | 15      | 2 مارس 2015   | 20 مارس 2015 |

### الموسم الأول (2014) تصحيح
| رقم. | العناوين                | تاريخ الأصلي للبث |
| --- | ----------------------- | ----------------- |
| 1 | «الرقص الكوارث»         | 21 يوليو 2014     |
| يكشف مضيف المبرمج كيف تتحول المغامرات إلى مغامرات سيئة بينما يستكشف بعضًا من أكثر الحوادث العلمية إثارة وإهانة.                                                                |                         |                   |
| 2 | «Discus for Dummies»    | 22 يوليو 2014     |
| تعرف على عدد الطرق المتاحة لإحراج نفسك وإيذائها وإذلالها عند ركوب دراجة أحادية أو القفز من سطح.                                                                               |                         |                   |
| 3 | «Gravity's Call»        | 23 يوليو 2014     |
| يقدم مضيف المبرمج تجارب سارت بشكل خاطئ ، وكشف عن مدى سهولة إصابة العلماء بأنفسهم أثناء الرقص على العمود أو اللعب على عصا البوجو أو قطع الأشجار.                               |                         |                   |
| 4 | «Cannon Ball Ice Dude»  | 24 يوليو 2014     |
| يجمع مضيف المبرمج بين العلم واللقطات المنزلية ليكشف عن مدى سهولة إصابة الشخص أو إحراج نفسه أثناء المشي على الجليد أو ركوب عربة التسوق.                                        |                         |                   |
| 5 | «What A Drag»           | 25 يوليو 2014     |
| يفحص مضيف المبرمج لقطات لأشخاص يركبون الخيل ويغوصون ويستخدمون كرات التمرين بينما يكشف كيف يمكن أن تحدث مغامرات.                                                               |                         |                   |
| 6 | «Human Tower Disasters» | 28 يوليو 2014     |
| يستخدم مضيف المبرمج العلم واللقطات المنزلية ليكشف عن الإمكانات المهينة والمؤلمة لألعاب السكوتر المثيرة والرقص البريك والتأرجح على الحبال.                                     |                         |                   |
| 7 | «Airbags vs. Airheads»  | 29 يوليو 2014     |
| يفحص مضيف المبرمج كيف يمكن أن تحدث الحوادث أثناء هدم المباني والتزلج وإساءة استخدام الوسائد الهوائية.                                                                         |                         |                   |
| 8 | «Learning to Fly»       | 30 يوليو 2014     |
| يستخدم مضيف المبرمج العلم ولقطات المنزل ليكشف عن الإمكانات المهينة والمؤلمة لركلات الكاراتيه والتزلج على الجليد على الماء وقفزات الأرنب لركوب الدراجات في المناطق الحضرية.    |                         |                   |
| 9 | «Rooftop Drops»         | 31 يوليو 2014     |
| يستخدم مضيف المبرمج العلم ولقطات المنزل ليكشف عن الإمكانات المهينة والمؤلمة لركوب ثور مسابقات رعاة البقر والتعليق رأسًا على عقب.                                               |                         |                   |
| 10 | «Human Tower Disasters» | 1 أغسطس 2014      |
| يستخدم مضيف المبرمج العلم واللقطات المنزلية لكشف الطرق المهينة والمؤلمة التي يمكن أن يجرح بها الأشخاص أنفسهم وهم يمشون على ركائز ويطلقون مقلاع ويلعبون جولة جولف.             |                         |                   |
| 11 | «Zip Line Fails»        | 4 أغسطس 2014      |
| يستخدم مضيف المبرمج العلم واللقطات المنزلية ليكشف عن الإمكانات المهينة والمؤلمة لركوب خط الانزلاق أو اللعب على الأراجيح أو ابتلاع مسحوق القرفة.                               |                         |                   |
| 12 | «Bungee Cord Snaps»     | 5 أغسطس 2014      |
| يستخدم مضيف المبرمج العلم واللقطات المنزلية للكشف عن الإمكانات المهينة والمؤلمة للقفز بالحبال ، والشعوذة وتطيير طائرة ورقية - وإن لم يكن ذلك كله في نفس الوقت.                |                         |                   |
| 13 | «Pole Vault Mishaps»    | 6 أغسطس 2014      |
| يستخدم مضيف المبرمج العلم للكشف عن الإمكانات المهينة والمؤلمة لمزيد من الكوارث على يوتوب ، بما في ذلك القفز بالزانة والقفز على الجليد والدحرجة إلى أسفل التل في سلة المهملات. |                         |                   |
| 14 | «Jet Pack Failure»      | 7 أغسطس 2014      |
| يستخدم مضيف المبرمج العلم للكشف عن الإمكانات المهينة والمؤلمة لمزيد من الكوارث على يوتوب ، حيث يظهر أشخاصًا يتنقلون من قمم الجبال ويصعدون على الجدران ويطيرون بطائرة نفاثة.    |                         |                   |